# Јакубов
Јакубов (слч. Jakubov) насељено је мјесто са административним статусом сеоске општине (слч. obec) у округу Малацки, у Братиславском крају, Словачка Република.

## Становништво
| Година:    | 1994. | 2004.   | 2014.    | 2024.    |
| ---------- | ----- | ------- | -------- | -------- |
| Број људи: | 1290  | 1376    | 1592     | 1815     |
| Разлика:   |       | +6,66 % | +15,69 % | +14,00 % |

| Година:    | 2023. | 2024.   |
| ---------- | ----- | ------- |
| Број људи: | 1799  | 1815    |
| Разлика:   |       | +0,88 % |

Према подацима о броју становника из 2024. године насеље је имало 1815 становника.